# Raimundo Viejo
Raimundo Viejo Viñas (Vigo, 15 de agosto de 1969) es un activista, profesor universitario, editor y político español, concejal del Ayuntamiento de Barcelona en 2015, y diputado en la xi legislatura de las Cortes Generales.

## Biografía
Nacido en Vigo el 15 de agosto de 1969, su abuelo materno fue uno de los fundadores de la Editorial Galaxia, siendo su padre ingeniero de minas y su madre profesora de instituto. Se licenció en Geografía e Historia en la Universidad de Santiago y se doctoró en Ciencia Política en la Universidad de Humboldt. Viejo, que se trasladó a vivir a Barcelona en 2005, es profesor en la Universidad de Gerona, y editor de Artefakte. Fue uno de los firmantes del manifiesto «Mover Ficha» que daría origen a Podemos, pasando a formar parte del órgano estatal de dirección del partido en noviembre de 2014.
Sexto en la candidatura de Barcelona en Comú en las elecciones municipales de 2015, resultó elegido concejal del Ayuntamiento de Barcelona. Pasó a desempeñar la concejalía de Educación del consistorio barcelonés, además de responsable del distrito de Gracia.
Viejo, que renunció al cargo de concejal para presentarse como candidato a diputado por la circunscripción electoral de Barcelona en la lista de la coalición En Comú Podem para las elecciones generales de 2015 resultó elegido diputado.